# Baschkaus
Der Baschkaus (russisch Башкаус) ist ein 219 km langer linker Nebenfluss des Tschulyschman in der russischen Republik Altai.
Der Fluss entspringt am Nordhang des Kurai-Kamms im östlichen Altaigebirge. Er fließt in nordwestlicher Richtung, später in nördlicher Richtung, bevor er in den Tschulyschman mündet. Das Einzugsgebiet umfasst 7770 km². Der Baschkaus weist viele Stromschnellen auf und gilt als eines der schwierigsten Kajakgewässer Russlands.